# Riedetsweiler
Riedetsweiler is een plaats in de Duitse gemeente Wald (Hohenzollern), deelstaat Baden-Württemberg, en telt 85 inwoners (2008).